# História da Volta a França
O Tour de France foi criado em 1903. Suas origens remontam ao célebre Caso Dreyfus, que dividiu a França no final do século XIX. Alfred Dreyfus era um capitão do exército francês de origem judaica, que havia sido condenado (embora mais tarde absolvido) por vender segredos militares aos alemães. As disputas de opiniões se exacerbaram e houve manifestações de ambos os lados. Uma delas foi a que o historiador Eugen Weber chamou "um absurdo baile político", em 1899, no hipódromo de Auteuil, em Paris. Entre os envolvidos estava Conde Jules-Albert de Dion, proprietário da fábrica de automóveis De Dion-Bouton, que acreditava que Dreyfus era culpado. De Dion passou 15 dias na prisão e foi multado em 100 francos por seu papel em Auteuil, que incluiu golpear a cabeça do presidente da França, Émile Loubet, com uma bengala.
Weber relata que o incidente em Auteuil havia sido "... feito sob medida para a imprensa esportiva". O primeiro e maior jornal diário esportivo na França, Le Vélo, vendeu 80 mil exemplares no dia. Pierre Giffard, seu editor, achava que Dreyfus era inocente. Ele relatou a prisão de uma forma que desagradou de Dion, que ficou com tanta raiva que se juntou a outros que eram contra Dreyfus, como Adolphe Clément e Édouard Michelin, e abriu um jornal desportivo rival, L'Auto.
O novo jornal nomeou Henri Desgrange como o editor. Ele era um ciclista de destaque e proprietário, com Victor Goddet, do velódromo do Parc des Princes . De Dion conhecia-o através de sua reputação ciclística, através de livros e artigos sobre ciclismo que ele havia escrito, e através de artigos de imprensa que tinha escrito para a empresa de pneus Clément.
O jornal L'Auto não teve o sucesso que os fundadores queriam. A estagnação das vendas, sempre em menor quantidade do que se pretendia para superar o seu rival, levou a uma reunião para discutir a crise em 20 de novembro de 1902 no escritório do L'Auto na Rue du Faubourg Montmartre, em Paris. O último a falar foi o mais jovem - o jornalista chefe de ciclismo, Géo Lefèvre (1877-1961), de 26 anos de idade  . Desgrange o havia recrutado a partir do jornal de Giffard.  Lefèvre sugeriu uma corrida de seis dias, do tipo popular na estrada, mas em toda a França. Corridas de ciclismo de longa distância eram um meio popular para vender mais jornais, mas nada na distância que Lefèvre sugeria havia sido tentado. Se tivesse sucesso, ele iria ajudar o L'Auto a responder ao seu rival e talvez poderia colocá-lo fora do negócio , como disse Desgrange, "prega o bico de Giffard fechado".
Desgrange e Lefèvre discutiram sobre isso depois do almoço. Desgrange estava em dúvida, mas o diretor financeiro do jornal, Victor Goddet, estava entusiasmado. Ele entregou as chaves do cofre da empresa a Desgrange e disse: "Pegue o que você precisa."  L'Auto anunciou a corrida em 19 de janeiro 1903.

## Primeira edição do Tour de France

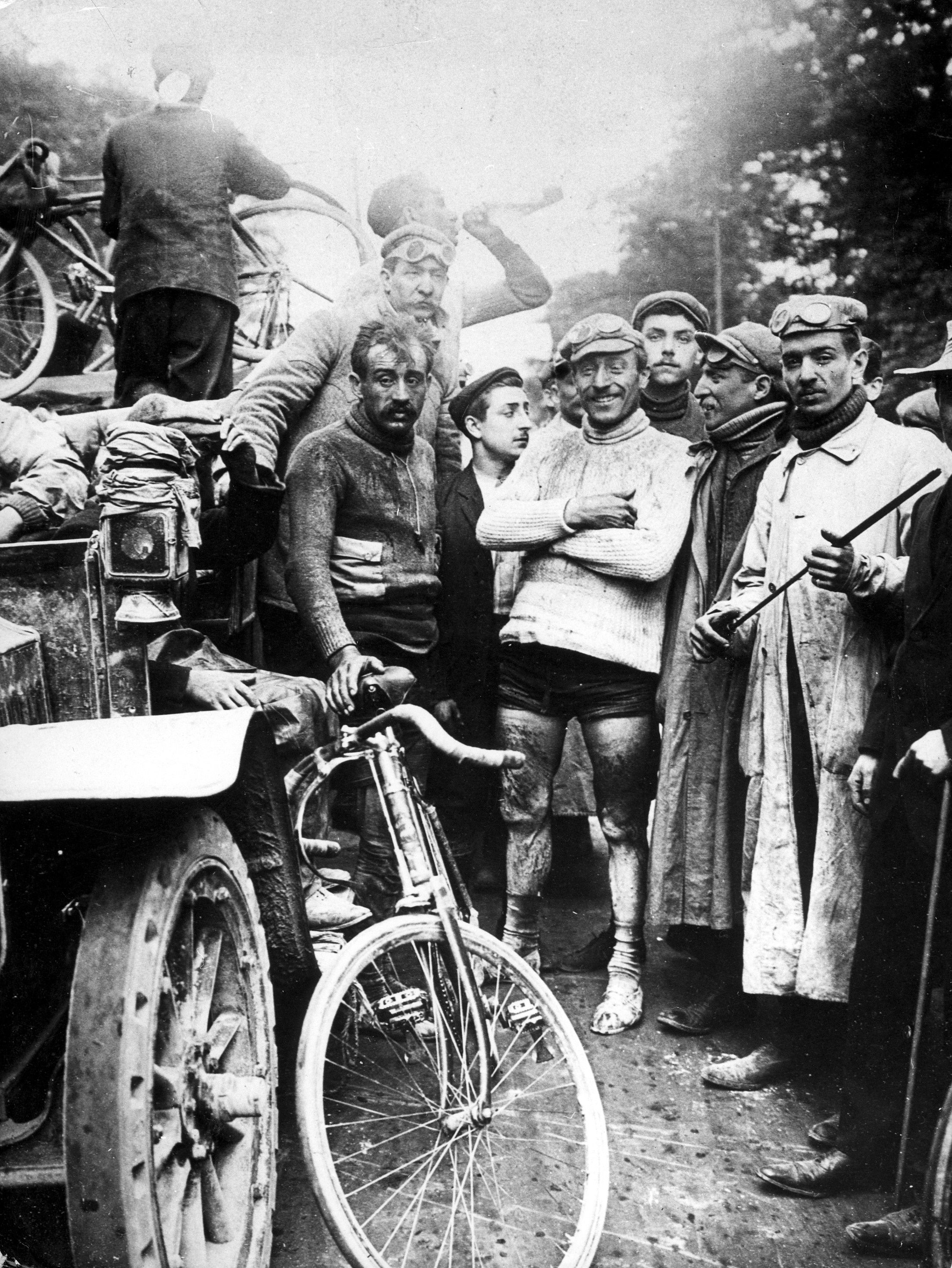
Maurice Garin, vencedor do primeiro Tour de France em pé no lado direito. (1903)

Na primeira Volta à França, em 1903, o plano era uma corrida de cinco etapas, de 31 de maio a 5 de julho, partindo de Paris e parando em Lyon, Marselha, Bordéus e Nantes, antes de retornar a Paris. Toulouse foi adicionada mais tarde para quebrar o longo percurso através do Sul da França a partir do Mediterrâneo para o Atlântico. As etapas iriam durar a noite inteira e terminar na tarde seguinte, com dias de descanso antes de os ciclistas partirem novamente. Isso parecia ser muito difícil, além de envolver custos altos demais para a maioria. Apenas 15 ciclistas se inscreveram. Diante disso, Desgrange, que nunca fora totalmente convencido da ideia, quase a abandonou totalmente. Mas, em vez disso, ele cortou a duração para 19 dias, mudou as datas de 1 a 19 de julho e ofereceu um subsídio diário para aqueles que fizessem em média pelo menos 20 km/h em todas as etapas, o equivalente ao que um ciclista poderia esperar ganhar num dia de trabalhado numa fábrica . Ele também baixou a taxa de entrada de 20 para 10 francos, definiu o valor do primeiro prêmio em 12 000 francos, e o prêmio para o vencedor de cada etapa em 3.000 francos. O vencedor assim poderia ganhar seis vezes mais do que a maioria dos trabalhadores ganharia num ano Isso atraiu entre 60 e 80 participantes – o número maior pode ter incluído participantes sérios e outros que desistiram – entre estes não apenas profissionais, mas amadores, alguns desempregados, alguns simplesmente aventureiros.
Cerca de sessenta ciclistas participaram do primeiro Tour de France e apenas 21 deles conseguiram chegar ao seu final. A prova teve início às 15:16 do dia 1 de julho de 1903 em frente ao café Reveil Matin em Montgeron, na periferia parisiense e era composta por 6 etapas ligando Paris, Lyon, Marselha, Toulouse, Bordéus e Nantes. Maurice Garin foi o vencedor deste primeiro Tour de France, que terminou em 19 de julho.
No começo, a Volta à França era uma corrida de resistência quase contínua. Os corredores dormiam na beira da estrada e não eram autorizados a receber assistência alguma, mas vários participantes da segunda edição foram excluídos por terem apanhado um trem em parte do percurso. Hoje em dia, o Tour é uma corrida em etapas, isto é, é dividido em etapas diárias. Há veículos de serviço (motocicletas e carros) que fornecem informações, alimento, água, acesso a mecânicos ou até assistência médica. Alguns veículos são "neutros" a todos os corredores pois pertencem à organização, outros são próprios a cada equipa.
Desgrange parece não ter esquecido o Caso Dreyfus que lançou a sua corrida e levantou as paixões dos seus apoiadores. Ele anunciou a sua nova corrida a 1 de julho de 1903, citando o escritor Émile Zola, cuja carta abria cada parágrafo com "J'accuse ... " levou à absolvição de Dreyfus, que estabelece o estilo flórido que ele usou doravante.
O primeiro Tour de France começou fora do Café Reveil-Matin, na junção das estradas Melun e Corbeil, na aldeia de Montgeron. Foi iniciado pelo juiz Georges Abran, às 15:16 em 1 de julho 1903. Naquela manhã o L' Auto não tinha apresentado a corrida na sua primeira página.
Entre os concorrentes estava o eventual vencedor, Maurice Garin, e seu rival bem construído Hippolyte Aucouturier, o favorito alemão Josef Fischer, e uma colecção de aventureiros, incluindo um competindo como "Sansão".
A corrida terminou em Ville d'Avray na periferia de Paris, junto do Restaurante du Père Auto, antes de um passeio cerimonial em Paris e várias voltas no Parc des Princes. Garin dominou a corrida, vencendo as duas primeiras e últimas duas etapas, em 25,68 km/h. O último ciclista, Arsène Millocheau, acabou 64h 47m 22s atrás dele.
A maior parte das etapas são disputadas na França, mas é muito comum algumas etapas serem disputadas em países adjacentes à França, como Itália, Espanha, Suíça, Bélgica, Luxemburgo e Alemanha, e até mesmo em países não adjacentes, como República da Irlanda, Inglaterra e Países Baixos. As três semanas geralmente incluem dois dias de repouso, que são algumas vezes aproveitados para transportar os ciclistas quando o final de uma etapa é muito distante do início da etapa seguinte.
Nos últimos anos, a primeira etapa tem sido precedida de uma curta etapa de contrarrelógio individual (1 a 15 km), chamada prólogo ("Le Prologue"). O final tradicional é em Paris, nos Champs-Élysées. Entre essas duas etapas, são disputadas várias outras, incluindo etapas de montanha, contrarrelógio individual e por equipe. As etapas restantes são disputadas em terreno relativamente plano. Com a variedade de etapas, os sprinters podem ganhar algumas etapas, mas o vencedor geral final é quase sempre um especialista em etapas de montanhas e contrarrelógio.
1. ↑   (antepassado do diário esportivo francês L'Équipe). De Dion, Clément e Michelin estavam particularmente preocupados com Le Vélo- que reportava mais sobre outros temas do que sobre ciclismo, porque o seu suporte financeiro era de um dos seus rivais comerciais, a empresa Darracq. De Dion acreditava que o Le Vélo dava muita atenção a Darracq e a ele muito pouco. De Dion era um homem cortês, mas franco, que já tinha escrito colunas para Le Figaro, Le Matin e outros. Ele também era rico e podia se dar ao luxo de seguir seus caprichos, que incluíam a fundação da publicação Le Nain Jaune ('o anão amarelo'), uma publicação que "...não atende a nenhuma necessidade particular."
2. ↑   Desgrange tentou primeiro copiar e superar as corridas realizadas por seu rival. Em 1901, ele reviveu o evento Paris-Brest após a ausência de um decénio. Seu vencedor tirou quase duas horas do tempo recorde, mas a corrida não pegou a imaginação do público. As corridas mais longas foram de cidade em cidade, como de Bordéus a Paris, numa operação. Giffard foi o primeiro a sugerir uma corrida que durava vários dias, novo para o ciclismo, mas uma prática estabelecida no automobilismo. Ao contrário de outras corridas ciclística, também seria uma corrida em grande parte por marcadores de paço.
3. ↑   O jornal L'Auto preferiu concentrar-se na corrida de carros Coupe Gordon-Bennett, apesar de só começar por mais 48 horas. A escolha reflecte não apenas que o Tour de France era um valor desconhecido - somente após a primeira corrida ter terminado e que se estabeleceu uma reputação - mas também aponta para a incerteza do Desgrange. A sua posição como editor dependia de elevar as vendas. Isso aconteceria se o Tour tivesse sucesso. Mas o jornal e seus empregadores perderiam muito dinheiro se ele não o conseguisse. Desgrange preferiu manter a distância. Ele não lançou a corrida e não seguiu os ciclistas. A reportagem foi deixado para Lefèvre, que tinha tido a ideia, e acompanhou a corrida de bicicleta e de comboio. Desgrange mostrou um interesse pessoal na sua corrida apenas quando já parecia um sucesso.
4. ↑   Não era incomum o uso de nomes falsos e muitas vezes coloridos. Isto reflecte não só a ousadia da empresa, mas associação de ligeiro escândalo sobre as corridas de bicicletas, o suficiente para que alguns preferiam usar um nome falso. A primeira corrida entre cidades, de Paris a Ruão, incluía muitos nomes inventados ou simplesmente iniciais. A primeira mulher a terminar tinha entrado como "Miss América", apesar de não ser americana.